# De Wallen

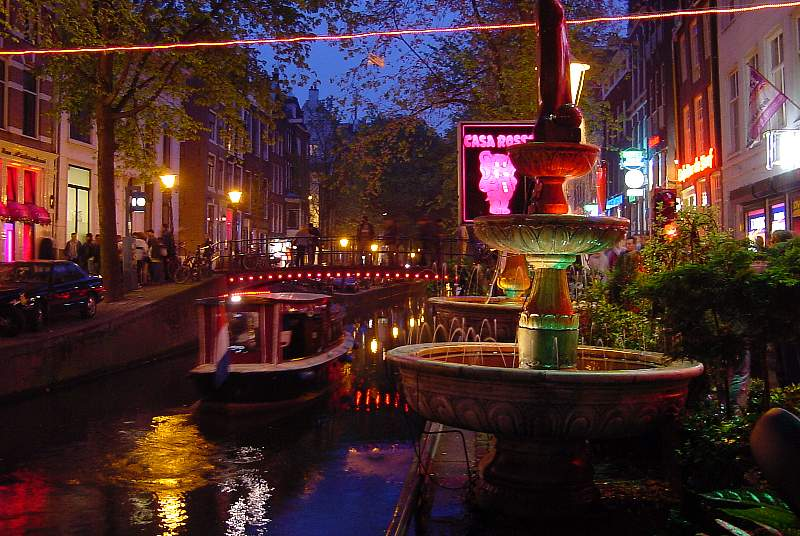
Dzielnica De Wallen wieczorem

De Wallen – największa i najbardziej znana dzielnica czerwonych latarni Amsterdamu, położona w północno-wschodniej, najstarszej części miasta. Jest jednym z jego najpopularniejszych miejsc turystycznych. Słynie głównie ze swojego rozrywkowego charakteru: licznych domów publicznych (słynnych z prostytutek stojących w oknach), coffee shopów, pubów i restauracji.
W De Wallen znajduje się także gotycki kościół Oude Kerk – najstarszy kościół Amsterdamu.